# إيرين أمبروز
إيرين أمبروز هي لاعبة هوكي الجليد كندية، ولدت في 30 أبريل 1994 في Keswick, Ontario ‏ في كندا.

## وصلات خارجية
- إيرين أمبروز على موقع EliteProspects.com (الإنجليزية)
- إيرين أمبروز على موقع أوليمبيديا (الإنجليزية)